# Geoica cyperi
Geoica cyperi är en insektsart. Geoica cyperi ingår i släktet Geoica och familjen långrörsbladlöss. Inga underarter finns listade i Catalogue of Life.